# Agustín Oliveros
Agustín Oliveros Cano (ur. 17 sierpnia 1998 w Montevideo) – urugwajski piłkarz pochodzenia hiszpańskiego występujący na pozycji lewego obrońcy, reprezentant Urugwaju, od 2021 roku zawodnik meksykańskiej Necaxy.